# 7274 Васіояма
7274 Васіояма (7274 Washioyama) — астероїд головного поясу, відкритий 21 березня 1982 року.
Тіссеранів параметр щодо Юпітера — 3,538.
Названо на честь Васіоями (яп. わしおやま(鷲尾山) васіояма).